# 방향족 설폰화 반응
방향족 설폰화 반응(Aromatic sulfonation)은 방향족 탄화 수소의 수소 원자가 설폰산(sulfonic acid) 작용기(functional group)에 의해 치환되는 유기 반응이다. 이 반응은 친전자성 방향족 치환 반응의 하나이다.

## 같이 보기
- 친전자성 방향족 치환 반응(Electrophilic aromatic substitution, SEAr)
- 방향족 나이트로화 반응(aromatic nitration)
- 방향족 할로젠화 반응(aromatic halogenation)
- 프리델-크래프트 반응(Friedel–Crafts reaction)